# Targhe d'immatricolazione dell'Arkansas
Le targhe d'immatricolazione dell'Arkansas risalgono al 1911 quando lo stato americano impose ai cittadini di registrare i propri veicoli a motore e avere una targa. Attualmente bisogna avere solo la targa posteriore.

## Targhe dal 1911 al 1956
| Immagine | Data      | Design | Slogan                                                | Formato                             | Combinazioni usate                                         | Note                                                                                              |
| -------- | --------- | --- | ----------------------------------------------------- | ----------------------------------- | ---------------------------------------------------------- | ------------------------------------------------------------------------------------------------- |
|          | 1911      | Combinazione nera su targhe bianche; "ARK" in bianco in verticale a sinistra della combinazione; "1911" in bianco in verticale a destra della combinazione | nessuno                                               | 1234 (numero di cifre variabile)    | Da 1 a 1598                                                | Prima targa ufficiale dell'Arkansas                                                               |
|          | 1912      | Combinazione bianca su targhe nere; "ARK" in nero in verticale a sinistra della combinazione; "1912" in nero in verticale a destra della combinazione | nessuno                                               | 1234 (numero di cifre variabile)    | Da 1 a 2500                                                |                                                                                                   |
|          | 1913      | Combinazione gialla su targhe verdi; "ARK" in giallo in verticale a sinistra della combinazione; "1913" in giallo in verticale a destra della combinazione | nessuno                                               | 1234 (numero di cifre variabile)    | Da 1 a 3597                                                |                                                                                                   |
|          | 1914      | Combinazione nera su targhe bianche; "ARK" in nero in verticale a sinistra della combinazione; "1914" in nero in verticale a destra della combinazione | nessuno                                               | 1234 (numero di cifre variabile)    | Da 1 a 5124                                                |                                                                                                   |
|          | 1915      | Combinazione bianca su targhe nere; "ARK" in bianco in verticale a sinistra della combinazione; "1915" in nero in verticale a destra della combinazione | nessuno                                               | 1234 (numero di cifre variabile)    | Da 1 a 7610                                                |                                                                                                   |
|          | 1916      | Combinazione e contorno neri su targa arancione; "ARK" in nero in verticale a sinistra della combinazione; "1916" in nero in verticale a destra della combinazione | nessuno                                               | 12345 (numero di cifre variabile)   | Da 1 a 15450                                               |                                                                                                   |
|          | 1917      | Combinazione e contorno gialli su targhe nere; "ARK" in giallo in verticale a sinistra della combinazione; "1917" in giallo in verticale a destra della combinazione | nessuno                                               | 12345 (numero di cifre variabile)   | Da 1 a 26301                                               |                                                                                                   |
|          | 1918      | Combinazione e contorno neri su targhe di colore verde chiaro; "ARK" in nero in verticale a sinistra della combinazione; "1918" in nero in verticale a destra della combinazione                                                                                               | nessuno                                               | 12345 (numero di cifre variabile)   | Da 1 a 40794                                               |                                                                                                   |
|          | 1919      | Combinazione di colore verde chiaro su targhe nere; "ARK" in verde chiaro in verticale a sinistra della combinazione; "1919" in verde chiaro in verticale a destra della combinazione                                                                                          | nessuno                                               | 12345 (numero di cifre variabile)   | Da 1 a 43961                                               |                                                                                                   |
|          | 1920      | Combinazione e contorno di colore blu scuro su targhe azzurre; "ARK" in blu scuro in verticale a sinistra della combinazione; "1920" in blu scuro in verticale a destra della combinazione                                                                                     | nessuno                                               | 12345 (numero di cifre variabile)   | Da 1 a 58486                                               |                                                                                                   |
|          | 1921      | Combinazione e contorno argento su targhe nere; "ARK" in argento in verticale a sinistra della combinazione; "1921" in argento in verticale a destra della combinazione | nessuno                                               | 12345 (numero di cifre variabile)   | Da 1 a 70710                                               |                                                                                                   |
|          | 1922      | Combinazione e contorno neri su targhe gialle; "ARK" in nero in verticale a sinistra della combinazione; "1922" in nero in verticale a destra della combinazione | nessuno                                               | 12-345 (numero di cifre variabile)  | Da 1 a 76-619                                              |                                                                                                   |
|          | 1923      | Combinazione e contorno gialli su targhe nere; "ARK" in giallo in verticale a sinistra della combinazione; "1923" in giallo in verticale a destra della combinazione | nessuno                                               | 123-456 (numero di cifre variabile) | Da 1 a 69-388, da 100-775 a 112-808                        |                                                                                                   |
|          | 1924      | Combinazione blu su targhe grigie; "ARK" in blu dentro una sagoma blu dello stato a destra della combinazione; "24" in blu a destra della combinazione | nessuno                                               | 123-456 (numero di cifre variabile) | Da 1 a 128-165                                             |                                                                                                   |
|          | 1925      | Combinazione e contorno bianchi su targhe nere; "ARK" in bianco dentro una sagoma bianca dello stato a destra della combinazione; "25" in bianco a destra della combinazione                                                                                                   | nessuno                                               | 123-456 (numero di cifre variabile) | Da 1 a 156-937, da 183-806 a 197-891                       |                                                                                                   |
|          | 1926      | Combinazione e contorno neri su targhe bianche; "ARK" in nero a destra della combinazione; "26" in nero a destra della combinazione | nessuno                                               | 123-456 (numero di cifre variabile) | Da 1 a 183-950, da 232-781 a 244-994                       |                                                                                                   |
|          | 1927      | Combinazione e contorno gialli su targhe verdi; "ARK" in giallo a destra della combinazione; "27" in giallo a destra della combinazione | nessuno                                               | 123-456 (numero di cifre variabile) | Da 1 a 158-053, da 233-138 a 234-012                       |                                                                                                   |
|          | 1928      | Combinazione e contorno arancioni su targhe nere; "ARK" in arancione a sinistra della combinazione; "28" in arancione a sinistra della combinazione; "front" o "rear" in arancione in verticale a dividere la combinazione rispettivamente sulle targhe anteriori e posteriori | nessuno                                               | 123-456 (numero di cifre variabile) | Da 1 a 176-890                                             |                                                                                                   |
|          | 1929      | Combinazione e contorno bianchi su targhe di colore blu scuro; "ARK" in bianco a destra della combinazione; "29" in bianco a destra della combinazione; "front" o "rear" in bianco in verticale a dividere la combinazione rispettivamente sulle targhe anteriori e posteriori | nessuno                                               | 123-456 (numero di cifre variabile) | Da 1 a 225-092                                             |                                                                                                   |
|          | 1930      | Combinazione gialla su targhe blu; "ARK" in giallo a sinistra della combinazione; "30" in giallo a destra della combinazione | nessuno                                               | 123-456 (numero di cifre variabile) | Da 1 a 207-150                                             |                                                                                                   |
|          | 1931      | Combinazione e contorno bianchi su targhe nere; "ARK" in bianco a destra della combinazione; "31" in bianco a destra della combinazione | nessuno                                               | 123-456 (numero di cifre variabile) | Da 1 a 188-133                                             |                                                                                                   |
|          | 1932      | Combinazione e contorno di colore giallo scuro su targhe nere; "ARK 32" in giallo scuro sopra la combinazione | nessuno                                               | 123-456 (numero di cifre variabile) | Da 1 a 169-517                                             |                                                                                                   |
|          | 1933      | Combinazione e contorno verdi su targhe nere; "ARK" in verde in verticale a sinistra della combinazione; "1933" in verde in verticale a destra della combinazione | nessuno                                               | 123-456 (numero di cifre variabile) | Da 1 a 125-000, da 200-001 a 205-000, da 209-501 a 210-000 |                                                                                                   |
|          | 1934      | Combinazione e contorno rossi su targhe bianche; "ARK" in rosso in verticale a destra della combinazione; "1934" in rosso in verticale a sinistra della combinazione | nessuno                                               | 123-456 (numero di cifre variabile) | Da 1 a 177-327                                             |                                                                                                   |
|          | 1935      | Combinazione e contorno blu su targhe di colore giallo chiaro; "ARK" in blu in verticale a sinistra della combinazione; "1935" in blu in verticale a destra della combinazione; "CELEBRATION 36" in blu sotto la combinazione; "CENTENNIAL" in blu sopra la combinazione       | nessuno                                               | 123-456 (numero di cifre variabile) | Da 1 a 172-260                                             |                                                                                                   |
|          | 1936      | Combinazione e contorno blu su targhe bianche; "ARKANSAS" in blu sopra le cifre; "1936" in blu in verticale a dividere la combinazione | nessuno                                               | 123-456 (numero di cifre variabile) | Da 1 a 178-992                                             |                                                                                                   |
|          | 1937      | Combinazione e contorno neri su targhe bianche; "ARKANSAS" in nero sopra le cifre; "37" in nero in verticale a dividere la combinazione | nessuno                                               | 123-456 (numero di cifre variabile) | Da 1 a 182-230                                             |                                                                                                   |
|          | 1938      | Combinazione e contorno bianco su targhe rosse; "ARKANSAS" in bianco sotto la combinazione dentro una sagoma bianca; "38" in bianco dentro una sagoma rappresentate la forma dell'Arkansas in bianco a sinistra della combinazione                                             | nessuno                                               | 123-456 (numero di cifre variabile) | Da 1 a 177-037                                             |                                                                                                   |
|          | 1939      | Combinazione e contorno neri su targhe argento; "ARKANSAS" in nero sopra la combinazione; "39" in nero in verticale a dividere la combinazione | nessuno                                               | 123-456 (numero di cifre variabile) | Da 1 a 186-174                                             |                                                                                                   |
|          | 1940      | Combinazione e contorno rossi su targhe argento; "ARK 40" in rosso sopra la combinazione; "EXPIRES 12-31-40" in rosso sotto la combazione, indica la data in cui la targa non sarà più valida                                                                                  | nessuno                                               | 123-456 (numero di cifre variabile) | Da 1 a 192-823                                             |                                                                                                   |
|          | 1941      | Combinazione e contorno verdi su targhe argento; "ARKANSAS" in verde sopra la combazione; "41" in verde in verticale a dividere la combinazione | "OPPORTUNITY LAND" in verde sotto la combinazione     | 123-456 (numero di cifre variabile) | Da 1 a 193-122, da 310-291 a 333-575                       |                                                                                                   |
|          | 1942-1943 | Combinazione e contorno arancione su targhe nere; "ARKANSAS" in arancione sotto la combinazione; "1942" in arancione sopra la combinazione | nessuno                                               | 123-456 (numero di cifre variabile) | Da 1 a 194-297, da 312-941 a 389-821                       | Valide nel 1943 con un apposito adesivo                                                           |
|          | 1944      | Combinazione gialla su targhe nere; "19 ARK. 44" in giallo sopra la combinazione | nessuno                                               | 123-456 (numero di cifre variabile) | Da 1 a 224-093                                             | Erano fatte di truciolato a causa della mancanza di metallo durante la Seconda Guerra Mondiale    |
|          | 1945      | Combinazione e contorno gialli su targhe nere; "19 ARK. 45" in giallo sopra la combinazione | nessuno                                               | 123-456 (numero di cifre variabile) | Da 1 a 217-812                                             |                                                                                                   |
|          | 1946      | Combinazione e contorno neri su targhe nere; "19 ARK. 46" in nero sopra la combinazione | nessuno                                               | 123-456 (numero di cifre variabile) | Da 1 a 221-852                                             |                                                                                                   |
|          | 1947      | Combinazione e contorno rossi su targhe argento; "19 ARKANSAS 47" in rosso sopra la combinazione | nessuno                                               | 123-456 (numero di cifre variabile) | Da 1 a 244-719                                             |                                                                                                   |
|          | 1948-1949 | Combinazione e contorno neri su targhe argento; "ARKANSAS 1948" in nero sopra la combinazione | "OPPORTUNITY LAND" in nero sotto la combinazione      | 123-456 (numero di cifre variabile) | Da 1 a 344-322                                             | Valide anche nel 1949 con delle piccole targhette con scritto "49" in rosso che coprivano il "48" |
|          | 1950      | Combinazione e contorni bianchi su targhe verdi; "ARKANSAS 1950" in bianco sopra la combinazione | "LAND OF OPPORTUNITY" in bianco sotto la combinazione | 123-456 (numero di cifre variabile) | Da 1 a 374-061                                             |                                                                                                   |
|          | 1951      | Combinazione e contorni verdi su targhe bianche; "ARKANSAS 1951" in verde sopra la combinazione | "LAND OF OPPORTUNITY" in verde sotto la combinazione  | 123-456 (numero di cifre variabile) | Da 1 a 374-245                                             |                                                                                                   |
|          | 1952      | Combinazione e contorni bianchi su targhe marroni; "ARKANSAS 1952" in bianco sopra la combinazione | "LAND OF OPPORTUNITY" in bianco sotto la combinazione | 123-456 (numero di cifre variabile) | Da 1 a 379-223                                             |                                                                                                   |
|          | 1953      | Combinazione e contorni blu su targhe bianche; "ARKANSAS 1953" in blu sopra la combinazione | "LAND OF OPPORTUNITY" in blu sotto la combinazione    | 123-456 (numero di cifre variabile) | Da 1 a 393-290                                             |                                                                                                   |
|          | 1954      | Combinazione e contorni bianchi su targhe di colore verde scuro; "ARKANSAS 1954" in bianco sopra la combinazione | "LAND OF OPPORTUNITY" in bianco sotto la combinazione | 123-456 (numero di cifre variabile) | Da 1 a 392-784                                             |                                                                                                   |
|          | 1955      | Combinazione e contorni bianchi su targhe di colore blu scuro; "ARKANSAS 1955" in bianco sopra la combinazione | "LAND OF OPPORTUNITY" in bianco sotto la combinazione | 123-456 (numero di cifre variabile) | Da 1 a 398-595                                             |                                                                                                   |

## Targhe dal 1956 a oggi
Nel 1956, gli Stati Uniti e il Canada raggiunsero un accordo con l'Automobile Manufacturers Association che fissava le dimensioni delle targhe a 6 pollici di altezza e 12 di larghezza.
| Immagine | Data      | Design | Slogan                                                | Formato                                                                               | Combinazioni rilasciate | Note                                     |
| -------- | --------- | --- | ----------------------------------------------------- | ------------------------------------------------------------------------------------- | ----------------------- | ---------------------------------------- |
|          | 1956      | Combinazione e contorni neri su targhe di colore verde chiaro; "ARKANSAS 1956" in nero sopra la combinazione | "LAND OF OPPORTUNITY" in nero sotto la combinazione   | 123-456 (numero di cifre variabile)                                                   | Da 1 a 421-615          |                                          |
|          | 1957      | Combinazione e contorni rossi su targhe bianche; "ARKANSAS 1957" in rosso sopra la combinazione              | "LAND OF OPPORTUNITY" in rosso sotto la combinazione  | 1-12345 10-1234 (il primo o i primi due numeri indicano la contea d'immatricolazione) |                         |                                          |
|          | 1958      | Combinazione e contorni bianchi su targhe di colore blu scuro; "ARKANSAS 58" in bianco sopra la combinazione | "LAND OF OPPORTUNITY" in bianco sotto la combinazione | 1-12345 10-1234 (il primo o i primi due numeri indicano la contea d'immatricolazione) |                         |                                          |
|          | 1959      | Combinazione e contorni neri su targhe bianche; "ARKANSAS 59" in nero sopra la combinazione                  | "LAND OF OPPORTUNITY" in nero sotto la combinazione   | 1-12345 10-1234 (il primo o i primi due numeri indicano la contea d'immatricolazione) |                         |                                          |
|          | 1960      | Combinazione e contorni bianchi su targhe di colore blu scuro; "ARKANSAS 60" in bianco sopra la combinazione | "LAND OF OPPORTUNITY" in bianco sotto la combinazione | 1-12345 10-1234 (il primo o i primi due numeri indicano la contea d'immatricolazione) |                         |                                          |
|          | 1961      | Combinazione e contorni rossi su targhe grigie; "ARKANSAS 61" in rosso sopra la combinazione                 | "LAND OF OPPORTUNITY" in rosso sotto la combinazione  | 1-12345 10-1234 (il primo o i primi due numeri indicano la contea d'immatricolazione) |                         |                                          |
|          | 1962      | Combinazione e contorni blu su targhe bianche; "ARKANSAS 62" in blu sopra la combinazione                    | "LAND OF OPPORTUNITY" in blu sotto la combinazione    | 1-12345 10-1234 (il primo o i primi due numeri indicano la contea d'immatricolazione) |                         |                                          |
|          | 1963      | Combinazione e contorni bianchi su targhe di colore blu scuro; "ARKANSAS 63" in bianco sopra la combinazione | "LAND OF OPPORTUNITY" in bianco sotto la combinazione | 1-12345 10-1234 (il primo o i primi due numeri indicano la contea d'immatricolazione) |                         |                                          |
|          | 1964      | Combinazione e contorni rossi su targhe bianche; "ARKANSAS 64" in rosso sopra la combinazione                | "LAND OF OPPORTUNITY" in rosso sotto la combinazione  | 1-12345 10-1234 (il primo o i primi due numeri indicano la contea d'immatricolazione) |                         |                                          |
|          | 1965      | Combinazione e contorni blu su targhe bianche; "ARKANSAS 65" in blu sopra la combinazione                    | "LAND OF OPPORTUNITY" in blu sotto la combinazione    | 1-12345 10-1234 (il primo o i primi due numeri indicano la contea d'immatricolazione) |                         |                                          |
|          | 1966      | Combinazione e contorni rossi su targhe bianche; "ARKANSAS 66" in rosso sopra la combinazione                | "LAND OF OPPORTUNITY" in rosso sotto la combinazione  | 1-12345 10-1234 (il primo o i primi due numeri indicano la contea d'immatricolazione) |                         |                                          |
|          | 1967      | Combinazione e contorni blu su targhe bianche; "ARKANSAS 67" in blu sopra la combinazione                    | "LAND OF OPPORTUNITY" in blu sotto la combinazione    | 1-12345 10-1234 (il primo o i primi due numeri indicano la contea d'immatricolazione) |                         |                                          |
|          | 1968-1975 | Combinazione e contorni rossi su targhe bianche; "ARKANSAS" in rosso sopra la combinazione                   | nessuno                                               | ABC 123 (la lettera Q non fu utilizzata)                                              | Da AAA 001 a EET 999    | Valide fino al 1982                      |
|          | 1975-1978 | Combinazione e contorni rossi su targhe bianche; "ARKANSAS" in rosso sopra la combinazione                   | "LAND OF OPPORTUNITY" in rosso sotto la combinazione  | ABC 123 (la lettera Q non fu utilizzata)                                              | Da EEX 001 a GEC 999    | Valide fino al 1982 con appositi adesivi |
|          | 1978-1989 | Combinazione rossa su targhe bianche; "Arkansas" in blu sopra la combinazione                                | "Land of Opportunity" in blu sotto la combinazione    | ABC 123 (le lettere Q, V e U non furono utilizzate)                                   | Da GED 001 a POP 999    | Non più valide dal 1996                  |
|          | 1989-1997 | Combinazione blu su targhe bianche; "Arkansas" in bianco dentro una fascia rossa sopra la combinazione       | "The Natural State" in rosso sotto la combinazione    | ABC 123 (le lettere Q, V e U non furono utilizzate)                                   | Da POR 001 a ZWN 857    | Non più valide dopo 8 anni               |
|          | 1997-2006 | Combinazione rossa su targhe bianche; "Arkansas" in blu sopra la combinazione                                | "The Natural State" in blu sotto la combinazione      | 123 ABC (le lettere Q, V e U non furono utilizzate)                                   | Da 001 AAA a 999 KPF    |                                          |
|          | Dal 2007  | Combinazione nera su targhe azzurre con un diamante sullo sfondo; "Arkansas" in rosso sopra la combinazione  | "The Natural State" in rosso sotto la combinazione    | 123 ABC (le lettere Q, V e U non sono utilizzate)                                     | Da 001 KPG a 975 TKT    |                                          |